# Larme
Larme (jap. ラルム Rarumu, zapis stylizowany LARME) – japoński magazyn o modzie obecnie publikowany przez LARME Co., Ltd., wydany po raz pierwszy we wrześniu 2012 roku przez Tokuma Shoten, skierowany do dziewcząt w wieku od kilkunastu do dwudziestu kilku lat. 
Jego koncepcja to „książka obrazkowa o modzie dla słodkich i uroczych dziewcząt”, ze starannie opracowanym, słodkim spojrzeniem na świat. Nazwa „Larme” oznacza po francusku „łzy” i opiera się na nadziei, że magazyn może stać się substytutem łez i zapewnić dziewczętom ukojenie.
Magazyn jest stylizowany na książkę obrazkową z opowiadaniami. Jego celem jest stworzenie książki, którą ludzie będą eksponować. Jest też znany z dbałości o szczegóły pod względem fotografii i papieru, a niektórzy czytelnicy twierdzą, że bardziej przypomina fotoksiążkę lub książkę niż magazyn.
Magazynem siostrzanym „Larme” jest „Peche” (ペシェ).